# Fortunato Santini
Fortunato Santini (Roma, 5 gennaio 1778 – Roma, 14 settembre 1861) è stato un presbitero, compositore e collezionista d'arte italiano.

## Biografia
Fortunato Santini, nato a Roma, crebbe in un orfanotrofio. Studiò contrappunto con Giuseppe Jannacconi e in seguito prese lezioni di organo di G. Giudi. Dal 1798 al 1801 studiò teologia e filosofia e fu ordinato sacerdote nel 1801. Da quella data iniziò a copiare e a raccogliere le opere dei compositori della cosiddetta "Scuola musicale romana" per acquisire il loro stile di composizione. Queste operazioni di copia costituirono la base per la sua collezione di spartiti musicali che crebbe costantemente nel corso del tempo. Per copiare le opere musicali, Santini ne ricercò gli originali nelle diverse biblioteche, negli archivi delle chiese romane e dei monasteri, grazie anche al sostegno finanziario dal cardinale Carlo Odescalchi nel cui palazzo Santini era ospitato.
Nel 1820 Santini pubblicò il catalogo dei circa mille spartiti da lui raccolti fino ad allora; l'opera ebbe ampia diffusione fra i musicologi di tutta Europa. Santini poté corrispondere con i principali collezionisti di musica, musicologi e musicisti, come Karl Proske, Raphael Georg Kiesewetter, Carl von Winterfeld, Carl Friedrich Zelter e Felix Mendelssohn Bartholdy. Nel 1835, su proposta del cardinal Odescalchi, Santini fu nominato accademico onorario dell'Congregazione e Accademia di Santa Cecilia; divenne anche membro onorario della Sing-Akademie zu Berlin (1837) e del Mozarteum di Salisburgo (1845) e membro corrispondente del Comité historique des arts et monuments du Ministére de l'instruction publique français (1840).
Quando il cardinale Odescalchi rinunciò al cappello cardinalizio per diventare membro della Compagnia di Gesù (1838), Santini si trasferì con la sua biblioteca in un edificio nei pressi della chiesa nazionale della comunità tedesca di Roma, la chiesa di Santa Maria dell'Anima, nella quale organizzò delle serate musicali in cui si eseguivano brani della sua collezione, soprattutto musica sacra vocale in lingua tedesca di Bach, Händel e Graun che, per facilitarne la comprensione, Santini traduceva in italiano o in latino.
Fra il 1830 e il 1840 Santini si trovò in cattive condizioni economiche e cominciò a prendere in considerazione l'idea di vendere la sua collezione che nel frattempo comprendeva circa 4.500 manoscritti e 1.200 stampe. Ricevette offerte da importanti biblioteche di Berlino, Parigi, Bruxelles e San Pietroburgo, ma non riusciva a privarsi della raccolta. Infine, nel 1855, Santini la cedette alla diocesi di Münster per un canone annuo di 465 scudi. La collezione rimase a Roma fino alla sua morte (1861) e fu trasferita a Münster l'anno seguente; è conservata attualmente nell'archivio del seminario diocesano di Münster.
Santini compose molta musica sacra che rimase tuttavia inedita; i manoscritti delle sue composizioni sono in gran parte conservati nella Santini-Bibliothek presso la Biblioteca della diocesi di Münster. Altre sue composizioni manoscritte si conservano nella Biblioteca dell'Accademia Nazionale di Santa Cecilia, nella Biblioteca del Conservatorio di Santa Cecilia a Roma, e nel Museo internazionale e Biblioteca della musica di Bologna.

## Filmografia
- La rete di Santini, regia di Georg Brintrup. Con Renato Scarpa, John Gayford, Maximilian Scheidt, Harald Redmer, Domenico Galasso, Claudio Marchione, Pietro M. Beccatini, Florian Steffens, Antonio Giovannini. Produzione Westdeutscher Rundfunk Köln, Germania, Italia, 2013.